# Trachysphaera cristangula
Trachysphaera cristangula är en mångfotingart som först beskrevs av Carl Graf Attems 1943.  Trachysphaera cristangula ingår i släktet Trachysphaera och familjen Doderiidae. Inga underarter finns listade i Catalogue of Life.